# يريمي بينو
يريمي خيسوس بينو سانتوس (بالإسبانية: Yeremi Jesús Pino Santos؛ مواليد 20 أكتوبر 2002)، المعروف باسم يريمي، هو لاعب كرة قدم إسباني يلعب كجناح أيمن لنادي فياريال والمنتخب الإسباني.

## مسيرته الكروية
في 26 مايو 2021، لعب نهائي الدوري الأوروبي 2021، ليصبح أصغر لاعب إسباني يلعب نهائي بطولة أوروبية كبيرة، في عمر 18 سنة و218 يوم، ليحطم الرقم القياسي السابق لإيكر كاسياس عندما لعب نهائي دوري أبطال أوروبا 2000 وكان يبلغ من العمر 19 سنة و4 أيام. كما أصبح أصغر لاعب يفوز بالبطولة، محطمًا رقم روبين فان بيرسي في نهائي كأس الاتحاد الأوروبي 2002.

## مسيرته الدولية
مَثَّلَ يريمي إسبانيا في الفئات السنية تحت 17 سنة وتحت 18 سنة، وقد كان قائد منتخب تحت 18 سنة.
بسبب عزل بعض لاعبي المنتخب الوطني بعد اختبار فيروس كورونا الإيجابي لسيرجيو بوسكيتس، تم استدعاء فريق إسبانيا تحت 21 عامًا لمباراة ودية دولية ضد ليتوانيا في 8 يونيو 2021، حين ظهر يريمي على دكة البدلاء.

## الإحصائيات

### النادي
آخر تحديث 3 أكتوبر 2021.
| النادي    | الموسم   | الدوري                         | الدوري | الدوري  | الكأس  | الكأس   | قاريًا  | قاريًا   | أخرى   | أخرى    | المجموع | المجموع |
| النادي    | الموسم   | الدرجة                         | الظهور | الأهداف | الظهور | الأهداف | الظهور | الأهداف | الظهور | الأهداف | الظهور  | الأهداف |
| --------- | -------- | ------------------------------ | ------ | ------- | ------ | ------- | ------ | ------- | ------ | ------- | ------- | ------- |
| فياريال ج | 2019–20  | الدوري الإسباني الدرجة الثالثة | 20     | 3       | —      | —       | —      | —       | —      | —       | 20      | 3       |
| فياريال   | 2020–21  | الدوري الإسباني                | 23     | 3       | 4      | 3       | 9      | 1       | —      | —       | 36      | 7       |
| فياريال   | 2021–22  | الدوري الإسباني                | 6      | 1       | 0      | 0       | 2      | 0       | 1      | 0       | 9       | 1       |
| فياريال   | المجموع  | المجموع                        | 29     | 4       | 4      | 3       | 11     | 1       | 1      | 0       | 45      | 8       |
| الإجمالي  | الإجمالي | الإجمالي                       | 49     | 7       | 4      | 3       | 11     | 1       | 1      | 0       | 65      | 11      |

1. ↑  الظهور في الدوري الأوروبي
2. ↑  الظهور في دوري أبطال أوروبا
3. ↑  الظهور في كأس السوبر الأوروبي

### الدولية
آخر تحديث 6 أكتوبر 2021.
| إسبانيا | إسبانيا | إسبانيا |
| العام   | الظهور  | الأهداف |
| ------- | ------- | ------- |
| 2021    | 2       | 0       |
| المجموع | 2       | 0       |

### أهدافه الدولية
| # | التاريخ       | المكان                          | المشاركة | الخصم   | الهدف | النتيجة | المسابقة                          |
| - | ------------- | ------------------------------- | -------- | ------- | ----- | ------- | --------------------------------- |
| 1 | 29 مارس 2022  | ملعب ريازور، قرجيطة، إسبانيا    | 4        | آيسلندا | 3–0   | 5–0     | ودية                              |
| 2 | 15 يونيو 2023 | دي غرولش فيسته، إنسخيده، هولندا | 10       | إيطاليا | 1–0   | 2–1     | نهائيات دوري الأمم الأوروبية 2023 |

## الإنجازات
فياريال
- الدوري الأوروبي: 2020–21[1]

إسبانيا
- دوري الأمم الأوروبية: الوصيف 2020–21

## وصلات خارجية
- يريمي بينو على BDFutbol
- يريمي بينو على LaPreferente باللغة الإسبانية